# Antonio Marovelli
Antonio Marovelli (Melegnano, Milà, 4 de juliol de 1896 – Melegnano, 13 d'agost de 1943) va ser un gimnasta artístic italià que va competir a començaments del segle xx.
El 1920 va prendre part en els Jocs Olímpics d'Anvers, on guanyà la medalla d'or en el concurs complet per equips del programa de gimnàstica.